# Monique Canto-Sperber
Monique Canto-Sperber (14 maggio 1954) è una filosofa francese, studiosa della filosofia antica.
È stata direttrice dell'École normale supérieure dal 2005 al 2012.

## Opere
- Les paradoxes de la connaissance. Essais sur le Ménon de Platon, 1991
- La philosophie morale britannique, 1994
- Direzione del Dictionnaire d'éthique et de philosophie morale, Presses universitaires de France, Paris, 1996;  4 édition, coll. Quadrige/Dicos poche, 2004
- (dir.) Philosophie grecque, en collaboration avec J. Barnes, L. Brisson, J. Brunschwig, et G. Vlastos, Paris, Presses universitaires de France, coll. Premier cycle, 1997.
- Éthiques grecques, Presses universitaires de France, coll. Quadrige/Essai, Paris, 2001
- L'Inquiétude morale et la Vie humaine, Presses universitaires de France, Paris, 2001; 2 édition, 2002,
- Le Socialisme libéral. Une anthologie (Europe - États-Unis), Éditions Esprit, Paris, 2003
- Les Règles de la liberté, Plon, Paris, 2003
- Le Bien, la Guerre et la Terreur. Pour une morale internationale, Plon, Paris, 2005
- Faut-il sauver le libéralisme ?, avec Nicolas Tenzer, Grasset, Paris, 2006,
- Le Libéralisme et la gauche, 2008
- Naissance et liberté, avec René Frydman, Plon, 2008, Grasset (poche), 2009.
- Les hommes et leurs récits, Paris, Textuel, 2009.
- Pour une morale internationale, Paris, PUF, 2010.
- La guerre juste, Paris, PUF, 2010.